# Davýdovka
Davýdovka (ruso: Давы́довка) es un asentamiento de tipo urbano de Rusia, perteneciente al raión de Liski de la óblast de Vorónezh.
En 2021, el territorio del asentamiento tenía una población de 6120 habitantes, de los cuales 5167 vivían en el propio asentamiento y el resto en su única pedanía: el pueblo (seló) de Voznesénovka.
Se ubica unos 25 km al sureste de Novovorónezh. Es la principal localidad de una conurbación de asentamientos rurales ubicados en torno al curso bajo río Jvorostán, que forman en conjunto una ciudad lineal que solamente en este raión supera los catorce mil habitantes; esta aglomeración alargada continúa en el curso alto del río en el vecino raión de Kashírskoye.

## Historia
El pueblo fue fundado en 1767, en sus primeros años con el topónimo provisional "Nóvoya Jvorostán", por campesinos de la gobernación de Moscú que trabajaban en las tierras de un monasterio ubicado unos 10 km al sureste de Lopasnia. Este monasterio había sido fundado dos siglos antes por el monje David de Sérpujov, cuyo nombre fue escogido por los colonos para dar el topónimo definitivo a la nueva localidad. En 1779, el pueblo fue incluido en el uyezd de Korotoyak de la gobernación de Vorónezh. Su desarrollo urbano comenzó en 1869, cuando se abrió aquí una estación de ferrocarril. La Unión Soviética le dio en 1928 el estatus de capital de su propio raión, al formarse los primeros raiones de la óblast de Chernozem Central. Aunque en 1958 pasó de ser una localidad rural a un asentamiento de tipo urbano, Davýdovka perdió en 1961 el estatus de capital distrital, al quedar el territorio de su raión incluido en el raión de Liski.